# Provinciile Tadjikistanului
Tadjikistanul este împărțit într-o provincie autonomă, 2 provincii (vilaiete) și Districtele Subordonate Republicii. În plus,  capitala Dușanbe are statut de vilaiet.
| No. | Name                               | Tadjică                             | ISO   | Reședința    | Suprafața (km²) | Pop (2000) | Pop (2010) |
| --- | ---------------------------------- | ----------------------------------- | ----- | ------------ | --------------- | ---------- | ---------- |
| 1   | Provincia Sughd                    | Вилояти Суғд                        | TJ-SU | Hudjand      | 25,400          | 1,872,000  | 2,233,500  |
| 2   | Districtele Subordonate Republicii | Ноҳияҳои тобеи ҷумҳурӣ              | TJ-RR | Dușanbe      | 28,600          | 1,337,500  | 1,722,900  |
| 3   | Provincia Hatlon                   | Вилояти Хатлон                      | TJ-KT | Qurghonteppa | 24,800          | 2,150,100  | 2,677,300  |
| 4   | Provincia Autonomă Gorno-Badahșan  | Вилояти Мухтори Кӯҳистони Бадахшон* | TJ-BG | Horog        | 64,200          | 206,000    | 206,000    |
| –   | Dușanbe                            | Душанбе                             | –     | Dușanbe      | 100             | 561,900    | 724,800    |

Fiecare provincie este divizată în raioane (nohiya), care se împart la rândul lor în jamoate (nume complet jamoati dehot), iar apoi satele/așezările (deha). Tajikistan cuprinde un număr de 58 (excluzând cele 4 districte/raioane ce constituie capitala) raioane.